# Мельничук Микола Степанович
Мико́ла Степа́нович Мельничу́к (нар. 19 вересня 1953, село Криниця, Хмельницька область) — український громадський діяч. За фахом — правник. Міський голова Старокостянтинова (з квітня 2002). Член партії ВО «Батьківщина».

## Освіта
У 1980 році закінчив Шепетівський верстатобудівний технікум за спеціальністю «Технологія обробки металів». У 1999 році вступив до Хмельницького університету управління і права, який у 2005 році закінчив і отримав повну вищу освіту за спеціальністю «Правознавство», кваліфікація — юрист.

## Трудова діяльність
З 1974 по 1975 роки працював на заводі «Катіон», місто Хмельницький.
З 1975 року по 1985 рік — продовжив трудову діяльність на заводі УПП тресту «Укрсільбуд» міста Старокостянтинів.
З 1985 року по 1986 — працював будівельником в Омській області.
У 1986 році — знову повертається на Україну і працює будівельником в колгоспі «Комуніст» село Чорна Старокостянтинівського району, з 1989 — 1994 роки працює у селі Пеньки також будівельником сільськогосподарського підприємства «Промінь».
З 1994 року по 2002 рік очолює комунальне підприємство «Старокостянтинівська житлово-експлуатаційна контора» в місті Старокостянтинові.
У 1998 році обраний депутатом Хмельницької обласної ради.
У квітні 2002 року обраний на посаду міського голови Старокостянтинова, 2006 — вдруге, 2010 — втретє, 2015 — вчетверте, 2020 — вп'яте.

## Родина
Українець. Народився в сім'ї колгоспників Степана Васильовича та Надії Арнольдівни. У 1975 році вперше одружився. Має дочку.
27.10.2023 одружився вдруге